# Eleccions Regionals de Veneçuela de 2017
Les eleccions regionals de Veneçuela de 2017 es van realitzar el 15 d'octubre de 2017, amb l'objectiu de triar als governadors de cada entitat federal per al període 2017 - 2021. Per primera vegada en la història, les eleccions no van ésser paral·leles amb les eleccions per escollir els legisladors dels parlaments estatals. Van ser les novenes eleccions regionals a Veneçuela des de 1989, per segona vegada separades de les eleccions municipals. La presa de possessió dels governadors es va realitzar en els dies posteriors previstos d'acord amb les constitucions federals, precedits per la polèmica de jurament davant l'Assemblea Nacional Constituent.

## Data
La controvèrsia sobre la data de les eleccions va sorgir a causa dels índexs de popularitat del Partit Socialista Unit de Veneçuela (PSUV), el qual controlava 20 dels 23 estats i es preveia la pèrdua de governacions.3
Diverses organitzacions no governamentals van assenyalar que la Constitució de la República estableix que les eleccions han de realitzar-se cada quatre anys i, per tant, el Comitè Nacional Electoral al no anunciar la data estava cometent una ilegalitat. Vicente Bell, representant de la Taula per la Unitat Democràcia (MUD) al CNE, va assenyalar que la Llei de Pressupost de l'any 2016 preveia 13.043.014 bolívars per a la realització de les elecciones.
El 18 d'octubre de 2016 la presidenta del CNE, Tibisay Lucena, va anunciar que les eleccions regionals es realitzaran a finals del primer semestre de 2017, declarant que el retard es devia a la "guerra econòmica" i els baixos preus del petroli. Fonts del govern van indicar que la veritable raó del retard va era l'esperança que els preus del petroli pugessin per augmentar la popularitat del PSUV.
Finalment el 23 de maig de 2017, la presidenta de l'organisme electoral, Tibisay Lucena, va anunciar que les eleccions es realitzarien el 10 de desembre del mateix anyo. No obstant això, el 12 d'agost l'Assemblea Nacional Constituent (ANC) va decretar l'enderreriment de les eleccions per al mes d'octubre, sense especificar una data. Finalment, el CNE es va decantar pel 15 d'octubre de 2017.

## Partits
- Taula de la Unitat Democràtica: Acció Democràtica, Primer Justícia, Voluntat Popular, La Causa Radical, Moviment Progressista de Veneçuela, Avançada Progressista, COPEI, Convergència, Comptes Clars, Gent Emergent, Força Liberal, Força Ciutadana, Projecte Veneçuela, MOVERSE, entre d'altres.
- Gran Pol Patriòtic Simón Bolívar: Partit Socialista Unit de Veneçuela, REDES, PIEDRA, Partit Comunista de Veneçuela, Moviment Electoral del Poble, Moviment Tupamaro de Veneçuela, Pàtria Per a Tots, Partit Socialista Organitzat a Veneçuela, Per la Democràcia Social, Unitat Popular Veneçolana, Vanguardia Bicentenària Republicana.
- Altres: Moviment al Socialisme, Bandera Roja, MIN-UNIDAD, Moviment Laborista, Moviment Republicà, Solidaritat Independent, Unió Republicana Democràtica, Moviment Ecològic de Veneçuela, Opinió Nacional, Unitat Democràtica, Electors Lliures, Avantguarda Popular, Democràcia Renovadora, Marea Socialista, Juan Bimba, ENS, PDUPL, PSOEV, NUVIPA, Poder Laboral, PSL, OPG, CONSCIÈNCIA.

## Resultats
| Estat             | Electors   | Candidat GPPSB           | Vots      | %      | Candidato MUD          | Vots      | %      | Escrutats  | Participació |
| ----------------- | ---------- | ------------------------ | --------- | ------ | ---------------------- | --------- | ------ | ---------- | ------------ |
| Amazonas          | 107.896    | Miguel Rodríguez         | 39.873    | 59,84% | Bernabé Gutiérrez      | 20.815    | 31,24% | 66.631     | 62,60%       |
| Estado Anzoátegui | 1.066.195  | Aristóbulo Isturiz       | 318.892   | 47,06% | Antonio Barreto Sira   | 350.379   | 51,70% | 677.698    | 63,64%       |
| Apure             | 334.268    | Ramón Carrizalez         | 104.391   | 52,08% | José Montilla          | 63.822    | 31,84% | 200.457    | 60,15%       |
| Aragua            | 1.213.087  | Rodolfo Marco Torres     | 422.303   | 57,02% | Ismael García          | 292.060   | 39,43% | 740.634    | 61,09%       |
| Barinas           | 560.790    | Argenis Chávez           | 184.961   | 53,11% | Freddy Superlano       | 153.719   | 44,14% | 348.254    | 62,18%       |
| Bolívar           | 973.381    | Justo Noguera Pietri     | 276.655   | 49,09% | Andrés Velásquez       | 275.184   | 48,83% | 563.522    | 57,96%       |
| Carabobo          | 1.561.777  | Rafael Lacava            | 486.654   | 52,75% | Alejandro Feo La Cruz  | 420.874   | 45,62% | 922.487    | 59,07%       |
| Cojedes           | 240.646    | Margaud Godoy            | 93.339    | 55,62% | Alberto Galíndez       | 71.772    | 42,77% | 167.815    | 70,00%       |
| Delta Amacuro     | 120.242    | Lisetta Hernández        | 46.886    | 60,24% | Larissa González       | 29.688    | 38,14% | 77.830     | 64,73%       |
| Falcón            | 668.149    | Víctor Clark             | 224.091   | 52,44% | Eliézer Sirit          | 187.713   | 43,93% | 427.334    | 63,96%       |
| Guárico           | 526.963    | José Vásquez             | 206.250   | 61,81% | Pedro Loreto           | 124.307   | 37,25% | 333.676    | 63,55%       |
| Lara              | 1.261.626  | Carmen Meléndez          | 471.164   | 58,33% | Henri Falcón           | 325.231   | 40,27% | 807.709    | 64,02%       |
| Mérida            | 602.637    | Jehyson Guzmán           | 181.820   | 46,54% | Ramón Guevara          | 198.532   | 50,82% | 390.664    | 64,83%       |
| Miranda           | 2.075.234  | Héctor Rodríguez         | 641.735   | 52,78% | Carlos Ocariz          | 555.347   | 45,67% | 1.213.871  | 58,60%       |
| Monagas           | 625.457    | Yelitza Santaella        | 222.634   | 54,07% | Guillermo Call         | 180.477   | 43,83% | 411.752    | 65,83%       |
| Nueva Esparta     | 350.093    | Carlos Mata Figueroa     | 107.316   | 47,40% | Alfredo Díaz           | 117.430   | 51,87% | 226.392    | 64,67%       |
| Portuguesa        | 605.921    | Rafael Calles            | 238.626   | 64,51% | María Beatriz Martínez | 121.838   | 32,94% | 369.899    | 61,11%       |
| Sucre             | 643.440    | Edwin Rojas              | 236.669   | 59,79% | Robert Alcalá          | 153.823   | 38,86% | 395.829    | 61,52%       |
| Táchira           | 851.494    | José Vielma Mora         | 181.605   | 35,41% | Laidy Gómez            | 324.541   | 63,27% | 512.936    | 60,27%       |
| Trujillo          | 529.867    | Henry Rangel Silva       | 201.300   | 59,75% | Carlos González        | 127.168   | 37,74% | 336.917    | 63,59%       |
| Vargas            | 279.952    | José García Carneiro     | 94.721    | 52,98% | José Manuel Olivares   | 81.472    | 45,57% | 178.780    | 63,86%       |
| Yaracuy           | 430.459    | Julio León Heredia       | 186.401   | 62,13% | Luis Parra             | 106.679   | 35,56% | 300.033    | 69,70%       |
| Zulia             | 2.452.432  | Francisco Arias Cárdenas | 646.617   | 47,38% | Juan Pablo Guanipa     | 700.755   | 51,35% | 1.364.778  | 55,71%       |
| Total             | 18.082.006 | GPP                      | 5.814.903 | 52,69% | MUD                    | 4.983.626 | 45,16% | 11.035.898 | 61,03%       |